# Вишњи Волочок
Вишњи Волочок (рус. Вышний Волочёк) град је обласне субординације на северу Тверске области, односно на северозападу европског дела Руске Федерације. Иако је засебна административна јединица и посебан градски округ у области (рус. городской округ Вышний Волочёк) у граду се налази и администрација Вишњеволочког рејона.
Према проценама националне статистичке службе Вишњи Волочок је 2014. имао 49.391 становника, што га чини трећим по величини градом у области, после Твера и Ржева.

## Географија
Град Вишњи Волочок смештен је у североисточном делу моренског Валдајског побрђа, на самом развођу Балтичког и Каспијског слива. Лежи на источној обали вештачког Вишњеволочког језера, на месту где из језера отичу реке Цна (притока Мсте и део Балтичког басена) и Тверца (притока Волге). Централни делови града налазе се на надморској висини од 160 m.
Град се налази на око 120 км северозападно од административног центра области града Твера, односно на 297. километру националног аутопута прве категорије „Росија“ који повезује Москву и Санкт Петербург.
Градски округ Вишњег Волочока заузима територију површине 54 км².

## Историја
Захваљујући археолошким истраживањима извесно је да је на подручју у поречју река Цна и Тверце још током средњег века постојало рибарско и трговачко насеље као претеча данашњег града. Први писани подаци о Вишњем Волочоку датирају из једног летописа из 1471. године. Међутим насеље се помиње и раније, у неким црквеним књигама извесног митрополита Исидора који је 1437. прошао туда. Цар Иван III Васиљевич је током похода ка Новгороду 1475/76. прешао преко Волочке земље.
Године 1546. у Вишњем Волочоку су постојала „73 кметовска, 19 црквених и 9 напуштених поседа“. Године 1579. у Антверпену је Ентони Џенкинсон објавио Карту Русије, Московије и Тартарије на којој је био означен и Волочок. Током Смутних времена (1600–1630) у више наврата је пљачкан и паљен од стране пољско–литванских освајача.
Указом императора Петра Великог 1703. је почела изградња Вишњеволочког хидросистема, воденог пута којим је требало да се повежу токови Волге и Неве, односно Москва и Петроград. После канала већ 1740. изграђена је и железница која је повезала два града (реконструисана 1851. године). Захваљујући градњи воденог и железничког пута Вишњи Волочок доживљава велики провредни раст и за кратко време постаје један од најважнијих трговачких и инудстријских центара, а нарочито су били развијени текстилна и стакларска индустрија. Указом императорке Катарине Велике од 28. маја 1770. Вишњи Волочок добија статус града, а непуне две године касније (2. априла 1772) добија службени грб. Исте године у граду је одржан и први велики сајам.
Године 1886. град је имао 15.881 становника и важио је за један од већих и најбоље организованих градова тадашње Тверске губерније. У то време у граду је радило 15 фабричких постројења и чак 436 различитих трговачко-услужних објеката. Град је имао властиту болницу и 6 школа.
Совјетска власт у граду успостављена је 8. новембра 1917. године.
|  |  |  |

## Демографија
Према подацима са пописа становништва 2010. у граду је живело 52.326 становника, док је према проценама за 2014. град имао 49.391 становника.
| 1897.  | 1939.  | 1959.  | 1970.  | 1979.  | 1989.  | 2002.  | 2010.  | 2014.  |
| ------ | ------ | ------ | ------ | ------ | ------ | ------ | ------ | ------ |
| 16.612 | 63.644 | 66.360 | 73.688 | 71.703 | 64,789 | 56,405 | 52,326 | 49,321 |

## Култура
На територији града постоје 24 објекта која се налазе на листи културног наслеђа од националног значаја, те још 44 објекта од локалног културно-историјског значаја. Међу њима су Богојављењска саборна црква из 1810. године и Казањски манастир. Локални музеј отворен је 1932. године.

## Знаменити Волочани
- Пјотр Анжу ((797—1869) — адмирал и поларни истраживач;
- Сергеј Глазенап (1848—1937) — астроном и дописни члан Совјетске академије наука;
- Михаил Сердјуков (1678—1754) — трговац и хидроинжењер, главни градитељ Вишњеволочког хидросистема;
- Борис Соколов (1914—2013) — геолог и палеонтолог;
- Олег Сорохтин (1927—2010) — геолог и геофизичар;